# جو كالاهان
جو كالاهان (بالإنجليزية: Joe Callahan)‏ هو لاعب هوكي الجليد أمريكي، ولد في 20 ديسمبر 1982 في بروكتون في الولايات المتحدة.

## وصلات خارجية
- جو كالاهان على موقع دوري الهوكي الوطني (الإنجليزية)
- جو كالاهان على موقع EliteProspects.com (الإنجليزية)
- جو كالاهان على موقع HockeyDB.com (الإنجليزية)
- جو كالاهان على موقع Hockey-Reference.com (الإنجليزية)